# Alenka Ermenc

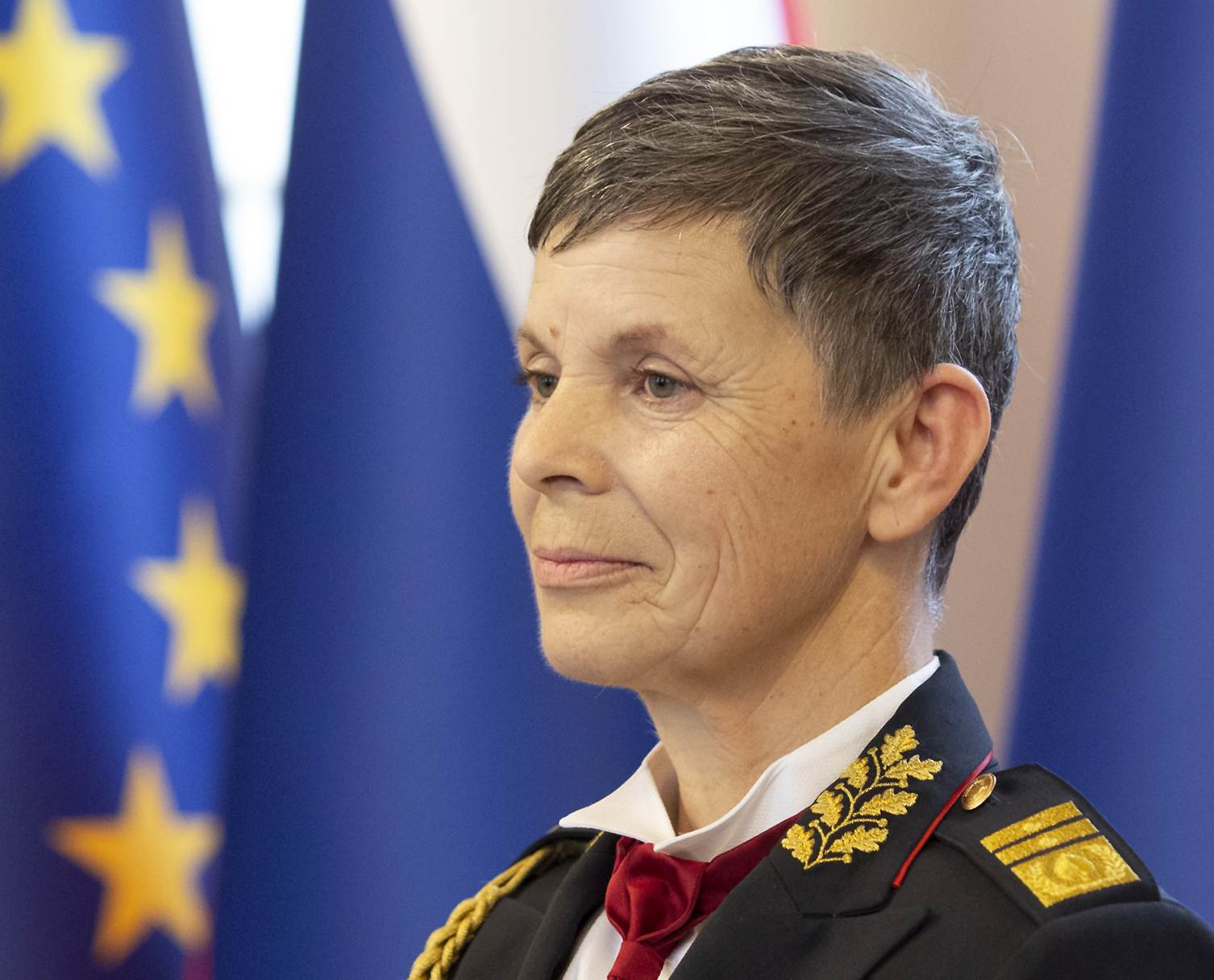
Alenka Ermenc (2018)

Alenka Ermenc (geboren am 5. September 1963 in Ljubljana) ist eine slowenische Generalmajorin. Von November 2018 bis März 2020 war sie die militärische Befehlshaberin der slowenischen Streitkräfte.

## Leben
Ermenc studierte an der Universität Ljubljana, wo sie einen Bachelor in Politikwissenschaft erwarb. Ein postgraduales Studium führte sie 2008 und 2009 nach London an das Royal College of Defence Studies sowie an das King’s College, welches sie an letzterem mit einem Master in Internationalen Studien abschloss.

### Militärische Laufbahn
1991 trat sie den Streitkräften ihres Heimatlandes bei. Zu ihren ersten Einsätzen gehörte noch im selben Jahr der Slowenische Unabhängigkeitskrieg. Zeitweise war sie zu den multinationalen Kosovo-Truppen abkommandiert, wo sie sowohl leitende als auch beratende Funktionen innehatte. Ab Anfang 2018 war sie stellvertretende Oberbefehlshaberin der Truppen ihres Heimatlandes. Nachdem sie am 16. November 2018 zur Generalmajorin befördert worden war, übernahm sie bereits am 28. des gleichen Monats von Alan Geder als Chefin des Generalstabs die Führung des slowenischen Militärs. Nachdem sich im Laufe des Jahres bei einem Test herausgestellt hatte, dass die Kampfbereitschaft der slowenischen Truppen als unzureichend zu bewerten ist, erhoffte sich Staatspräsident Borut Pahor von diesem Austausch eine baldige Verbesserung der Situation. Sie war die erste Frau in dieser Position. Mit Amtsantritt der neuen Regierung unter Ministerpräsident Janša im März 2020 wurde Ermenc entlassen und durch Robert Glavaš ersetzt.